# انعدام حس اللمس
انعدام حس اللمس (بالإنجليزية: Anaphia)‏ وتُعرف أيضًا باسم الخدر اللمسي (بالإنجليزية: Tactile anesthesia)‏، هي عرض طبي يحدثُ فيه انعدام كُلي أو جزئي في إحساس اللمس، ويُعتبر من الأعراض الشائعة في إصابة النخاع الشوكي وفي اعتلال الأعصاب المحيطية.